# 若田部健一
若田部 健一（わかたべ けんいち、1969年8月5日 - ）は、神奈川県鎌倉市出身の元プロ野球選手（投手、右投右打）、プロ野球コーチ。現在は福岡ソフトバンクホークスの一軍投手コーチ（ブルペン）を務める。
愛称は「若様」。「オフィス・ミラソール」とマネジメント契約をしている。
1女2男の父で、妻は福岡でローカルタレントとして活動する若田部佳代（旧姓：徳丸）、第一子である長女は元HKT48で現在はフジテレビ報道局記者を務める若田部遥。

## 経歴

### プロ入り前
少年時代には（後に所属するベイスターズの前身）横浜大洋ホエールズのファンで「ホエールズ友の会」に入っていた。鎌倉学園高ではエースとして活躍し、3年時の1987年夏には神奈川大会でノーヒットノーランを達成したが、準決勝で横浜商業高校に敗れ、ベスト4に終わる。
駒澤大学進学後は東都大学リーグで活躍し、3年時の1990年秋季にはリーグ新記録の1試合17奪三振を記録、最終的には7勝1敗、防御率0.94、71奪三振の活躍で最優秀投手、ベストナイン（投手）。4年時の1991年秋季では5勝1敗で優勝に貢献し、最高殊勲選手、最優秀投手、ベストナイン（投手）を獲得し、IBAFインターコンチネンタルカップの日本代表に選出されている。リーグ通算48試合登板し、20勝10敗、防御率1.76、223奪三振。大学時代は、日本大学の落合英二とはライバル関係にあった。また大学時代、のちにダイエーで同僚となる青学大の小久保裕紀から、投手ながら本塁打を打ったことがある。駒大では同期の竹下潤の他に、3学年先輩に野村謙二郎、1学年先輩に関川浩一、1学年後輩に鶴田泰・田口昌徳、3学年後輩に河原純一・高木浩之・本間満がいた（本間とはプロで再びチームメイトとなった）。
1991年のドラフト会議を前に、若田部は翌1992年のバルセロナ五輪出場を断念し、プロ入りする意向を表明。ドラフト会議最大の目玉選手と評され、希望球団が注目されていたが、若田部本人は球団や指名順位にかかわらず、どの球団に指名されても入団する意向を表明していた。その決断の背景には、前年（1990年）のドラフト会議でロッテオリオンズへの入団を拒否し、松下電器に入社した小池秀郎が社会人野球への適応に苦しみ、バルセロナ五輪日本代表入りを逃すなどプロからの評価を著しく下げたことが影響していると報じられている。地元球団である大洋は若田部の獲得を狙っていたが、ドラフト会議直前になって若田部ではなく、斎藤隆（東北福祉大学）を指名する方針を決めた。
ドラフト会議当日、福岡ダイエーホークス・読売ジャイアンツ（巨人）・広島東洋カープ・西武ライオンズと4球団が1位指名で競合し、抽選の結果ダイエーの田淵幸一監督が当たりくじを引き当てたためダイエーが交渉権を獲得。このとき在京のセ・リーグ球団を希望していた若田部が会見の席で用意されていたアイスティーを一気飲みした。ダイエーとの推定契約金は近鉄バファローズ・野茂英雄（1億2000万円）を1000万円上回る、当時の史上最高額となる1億3000万円で契約。

### ダイエー時代
1992年から先発の軸として活躍し、同年10月1日には平和台球場の最終試合となった対近鉄戦で、野茂との投げ合いを制し、1-0の完封勝ちを収めた。最優秀新人（新人王）は髙村祐が受賞したが、片岡篤史・河本育之とともにパ・リーグ会長特別表彰を受けた。
1993年は、4月18日の近鉄戦でラルフ・ブライアントに被弾しながら4失点完投し、チーム初の福岡ドーム公式戦勝利投手となった。しかしシーズン通しては2年目のジンクスに陥り、規定投球回数はクリアできたが5勝に終わった。
1994年に10勝を挙げたあと数年間の怪我や不振に苦しむ。1995年に王貞治が監督に就任して以降は低迷が続き、1997年は3年ぶりに先発ローテーション入りして7勝8敗を記録したが、1998年はほとんど二軍生活が続き、一軍ではわずか7試合に登板したのみで、0勝、防御率7.50と低迷した。このため現場では再生不可能と判断され、同年オフにトレード要員に挙げられたところ、古池拓一を交換要員に提示してきた中日ドラゴンズをはじめ、巨人、近鉄バファローズ、オリックス・ブルーウェーブの4球団から若田部をトレードで獲得したいという申し入れがあったが、最終的にはダイエーに残留している。
しかし、1999年に投手コーチに就任した尾花高夫から「投手陣には磨けば光る宝がいっぱい。1番手は若田部」と評価され、球種がバレバレだったフォームのクセを尾花が直し、前年の0勝から同年には10勝を挙げダイエー福岡移転後初のリーグ優勝に貢献。
2000年にもチーム最多タイの9勝を挙げリーグ2連覇に貢献した。特に8月24日、西武ドームでの西武戦で3タテを阻止する1-0の完封勝利を収め、その後の逆転優勝に繋げている。ヒーローインタビューでは、「みんなの気持ちを球に込めて僕が代表して投げました」とコメントした。チームメイトだった藤井将雄とは仲が良く、当時藤井本人を含めて間質性肺炎という偽った病気を伝えられていたが、若田部には真実が伝えられていた。また、家族からの依頼で王監督との今後に関する依頼するための面会の機会を作るなど陰ながら尽力した。2000年のリーグ連覇達成時には、藤井の背番号15とネームがプリントされたハリーホーク人形（通称「藤井ハリー」）を持って胴上げに参加し、肺がんで入院中の藤井に捧げた。藤井本人は病院で胴上げの映像を観て「ありがとう…」と呟きながら男泣きに泣いたという（2014年放送の『背番号クロニクル』より）。この藤井ハリーは各メディアでも取り上げられた。若田部は祝賀会で「一番ここにいて欲しかったのは藤井さん」と語っており、このリーグ連覇決定の6日後に藤井が亡くなった直後には「これからは藤井さんにあまり頼り過ぎないように、藤井さんに心配をかけないように頑張らなきゃいけない」と話し、同年の日本シリーズ第一戦で先発した際には、このシーズンよりホークスから巨人へ移籍し先発を務めた工藤公康と共に、藤井の肩の遺骨をポケットに偲ばせマウンドに上がった。またこの年の「球団MVP授賞式」では、若田部が藤井ハリーを抱えて藤井の代役を務めた。
2001年は故障離脱もあり6勝4敗の成績で終わった。
2002年は開幕を二軍で迎えたが、一軍昇格後には先発の柱として活躍し3年ぶりの2桁勝利、かつチーム最多となる10勝を挙げ、防御率も自己最高を記録した。同年のオールスターゲームにも初出場した。そのオフにFA宣言し、「残りの野球人生は地元ファンの声援を受けてプレーしたい」と地元の横浜ベイスターズ（幼少期に応援していたホエールズの後身）へ移籍（契約期間は3年）。背番号は同学年で同年のシーズンオフに現役を引退した野村弘樹が着用していた21。

### 横浜時代
2003年は故障や不振でわずか4試合の登板に終わり、未勝利でシーズンを終えた。
2004年に佐々木主浩が横浜へ復帰し、吉見祐治が背番号を21へ変更したことを受け、自身のダイエー時代の背番号である14へ変更。同年は前年オフの右肘手術のため出遅れたが、3試合目の登板となった8月10日の対阪神タイガース16回戦（札幌ドーム）にて5回から2番手投手として登板し、味方が6回裏に逆転したことで移籍後初勝利を挙げた。しかし同年の先発登板は1試合、リリーフを含めても13試合の登板にとどまった。
2005年はプロ入り後初めて一軍登板がなく、10月8日に戦力外通告を受けた。他球団での現役続行を模索し12球団合同トライアウトを受けるも、獲得に乗り出す球団はなく、現役を引退。横浜時代はわずか1勝に終わった。
プロでは1度も押し出しがなかった。

### 引退後
2006年からは、FOX SPORTS ジャパン・TOKYO MX・TVQ九州放送および日刊スポーツの解説者。また、タレントとしては福岡の芸能事務所であるオフィス・ミラソールに所属し、KBCテレビ「アサデス。九州・山口」月曜コーナー『主婦の鷹』にコメンテーターとして不定期出演。「アサデス。」で共演しているおすぎからは「ホークスイケメン選手の元祖」と言われている。
ダイエー時代に取材を通して知り合った徳丸佳代と結婚、今に至る。自身が引退後にタレント業も始めた影響もあり、長女の遥は2011年、HKT48の結成オーディションに合格し、研修を積んでデビューメンバー入りを勝ち取った。そしてHKT48が注目を集めるようになると、それまで旧姓で活動していた妻・佳代までもが本名である「若田部」姓で活動するようになっている。なおこれに合わせ、健一自身は“本業”の野球解説等に再び軸足を戻している。
2015年2月6日に「GLOBAL BASEBALL MATCH 2015 侍ジャパン 対 欧州代表」の日本代表投手コーチを務めることが発表された。
2016年10月28日、2017年から古巣ソフトバンクに、二軍投手コーチとして復帰することが発表された。その後、2018年は一軍投手コーチを、2019年は再び二軍投手コーチを、2020年から2023年までは三軍投手コーチを歴任。2024年からは一軍投手コーチ（ブルペン）を務める。
2024年は救援防御率2.58でリーグ1位だった。

## 詳細情報

### 年度別投手成績
| 年 度      | 球 団      | 登 板 | 先 発 | 完 投 | 完 封 | 無 四 球 | 勝 利 | 敗 戦 | セ 丨 ブ | ホ 丨 ル ド | 勝 率 | 打 者 | 投 球 回 | 被 安 打 | 被 本 塁 打 | 与 四 球 | 敬 遠 | 与 死 球 | 奪 三 振 | 暴 投 | ボ 丨 ク | 失 点 | 自 責 点 | 防 御 率 | W H I P |
| ---------- | ---------- | ----- | ----- | ----- | ----- | -------- | ----- | ----- | -------- | ----------- | ----- | ----- | -------- | -------- | ----------- | -------- | ----- | -------- | -------- | ----- | -------- | ----- | -------- | -------- | ------- |
| 1992       | ダイエー   | 27    | 27    | 13    | 2     | 1        | 10    | 13    | 0        | --          | .435  | 825   | 193.1    | 190      | 26          | 63       | 3     | 11       | 97       | 5     | 1        | 95    | 86       | 4.00     | 1.31    |
| 1993       | ダイエー   | 23    | 22    | 3     | 0     | 1        | 5     | 10    | 0        | --          | .333  | 558   | 131.0    | 143      | 17          | 36       | 1     | 1        | 49       | 0     | 0        | 81    | 74       | 5.08     | 1.37    |
| 1994       | ダイエー   | 25    | 24    | 7     | 0     | 2        | 10    | 7     | 0        | --          | .588  | 685   | 160.2    | 173      | 12          | 38       | 3     | 4        | 97       | 2     | 0        | 80    | 72       | 4.03     | 1.31    |
| 1995       | ダイエー   | 9     | 9     | 2     | 0     | 1        | 1     | 6     | 0        | --          | .143  | 251   | 55.0     | 71       | 6           | 15       | 1     | 3        | 37       | 0     | 0        | 33    | 27       | 4.42     | 1.56    |
| 1996       | ダイエー   | 23    | 0     | 0     | 0     | 0        | 2     | 0     | 0        | --          | 1.000 | 126   | 29.2     | 39       | 3           | 5        | 0     | 1        | 16       | 0     | 0        | 17    | 17       | 5.16     | 1.48    |
| 1997       | ダイエー   | 35    | 19    | 3     | 0     | 0        | 7     | 8     | 0        | --          | .467  | 534   | 118.0    | 150      | 12          | 34       | 0     | 6        | 63       | 2     | 0        | 66    | 63       | 4.81     | 1.60    |
| 1998       | ダイエー   | 7     | 0     | 0     | 0     | 0        | 0     | 0     | 0        | --          | ----  | 29    | 6.0      | 8        | 1           | 3        | 0     | 1        | 3        | 0     | 0        | 5     | 5        | 7.50     | 1.83    |
| 1999       | ダイエー   | 26    | 26    | 3     | 1     | 1        | 10    | 6     | 0        | --          | .625  | 661   | 158.2    | 153      | 18          | 42       | 1     | 8        | 114      | 1     | 1        | 66    | 58       | 3.29     | 1.23    |
| 2000       | ダイエー   | 31    | 25    | 3     | 2     | 0        | 9     | 11    | 0        | --          | .450  | 710   | 168.2    | 165      | 20          | 53       | 3     | 1        | 103      | 5     | 0        | 87    | 83       | 4.43     | 1.29    |
| 2001       | ダイエー   | 22    | 16    | 2     | 1     | 1        | 6     | 4     | 0        | --          | .600  | 469   | 106.1    | 134      | 20          | 23       | 1     | 1        | 66       | 1     | 0        | 56    | 52       | 4.40     | 1.48    |
| 2002       | ダイエー   | 26    | 20    | 7     | 1     | 2        | 10    | 8     | 0        | --          | .556  | 617   | 147.2    | 152      | 10          | 36       | 4     | 6        | 96       | 2     | 0        | 59    | 49       | 2.99     | 1.27    |
| 2003       | 横浜       | 4     | 4     | 0     | 0     | 0        | 0     | 2     | 0        | --          | .000  | 97    | 21.0     | 27       | 3           | 7        | 0     | 1        | 16       | 0     | 0        | 16    | 13       | 5.57     | 1.62    |
| 2004       | 横浜       | 13    | 1     | 0     | 0     | 0        | 1     | 0     | 0        | --          | 1.000 | 84    | 19.0     | 22       | 2           | 8        | 0     | 0        | 4        | 2     | 0        | 9     | 8        | 3.79     | 1.58    |
| 通算：13年 | 通算：13年 | 271   | 193   | 43    | 7     | 9        | 71    | 75    | 0        | --          | .486  | 5646  | 1315.0   | 1427     | 150         | 363      | 17    | 44       | 761      | 20    | 2        | 670   | 607      | 4.15     | 1.36    |

- 各年度の太字はリーグ最多

### 表彰
- パ・リーグ連盟特別表彰：1回（新人特別賞：1992年）

### 記録
初記録
- 初登板・初先発登板：1992年4月9日、対千葉ロッテマリーンズ3回戦（千葉マリンスタジアム）

その他の記録
- オールスターゲーム出場：1回（2002年）

### 背番号
- 14（1992年 - 2002年、2004年 - 2005年）
- 21（2003年）
- 85（2015年）
- 72（2017年 - ）

### 代表歴
- 第10回IBAFインターコンチネンタルカップ 日本代表
- GLOBAL BASEBALL MATCH 2015 侍ジャパン 対 欧州代表　野球日本代表投手コーチ

## 関連情報

### 出演
- パ・リーグ応援宣言!俺がやる。ホークス中継（TOKYO MX）- 2016年まで
- BASEBALL CENTER（FOX SPORTS ジャパン、ソフトバンク主催分）- 2013年から2016年まで
- 日テレプラス プロ野球中継 HAWKS Perfect Live - 2012年
- J SPORTS STADIUM（J SPORTS）- 2011年まで
- アサデス。（KBCテレビ）- 2012年までに降板
- TVQスーパースタジアム（TVQ九州放送） - 2011年より

#### CM
- 西日本シティ銀行 - 「休日相談窓口」編以降のCMに妻の佳代・娘の遥と共に出演。